# Співак джазу (фільм, 1927)
«Співак джазу» (англ. The Jazz Singer) — американський мюзикл 1927 року режисера Алана Кросленда. Сюжет ґрунтується на п'єсі Самсона Рефелсона.

## Сюжет
Юний Яша Рабінович, нехтуючи засадами свого благочестивого юдейського сімейства, виспівує популярні пісеньки в пивній. Коли батько, газзан, карає його за це, Яша тікає з дому. Через кілька років він, називаючи тепер себе Джеком Робіном, стає визнаним співаком джазу. Він намагається побудувати кар'єру естрадного артиста, але його професійні прагнення суперечать вимогам його будинку й спадщини.

## У ролях
- Ел Джолсон — Яша Рабінович / Джек Робін
- Мей МакЕвой — Мері Дейл
- Ворнер Оланд — співачка
- Юджині Бессерер — Сара Рабінович
- Отто Ледерер — Мойша Юделсон
- Роберт Гордон — Яша Рабінович (у 13 років)
- Річард Такер — Гаррі Лі
- Йозеф Розенблатт — кантор Розенблатт

## Перший звуковий фільм
Хоча й у багатьох більш ранніх стрічках були звукові діалоги, всі вони були короткометражними. 1921 року в Нью-Йорці був показаний повнометражний фільм Девіда Гріффіта «Вулиця мрій» (англ. Dream Street), який містив один пісенний епізод і шум натовпу. Показу фільму передувала програма звукових короткометражок, у тому числі епізод, в якому Гріффіт звертається безпосередньо до аудиторії. Однак сам фільм не містив розмовних епізодів. Так само ранні звукові повнометражні картини компанії Ворнер Бразерс, випущені 1926 року (наприклад, «Дон Жуан»), містили лише синхронізовані музичні й шумові епізоди. У фільм «Співак джазу», крім цього, включені численні пісенні та мовні епізоди. Юним Яшею Рабіновичем виконані дві популярні пісеньки; його батько виконав молитву «Кол нідрей»; відомий композитор Йозеф Розенблатт у ролі самого себе — іншу релігійну мелодію. В ролі дорослого Джека Робіна Джолсон виконав шість пісень: п'ять популярних джазових мелодій і «Кол нідрей».
Звук для фільму записав звукоінженер Джордж Гроувз. Режисером було запрошено Алана Кросленда, який уже мав досвід звукового виробництва з двома картинами («Дон Жуан» і «Старий добрий Сан-Франциско»), що вийшли в прокат, коли «Співак джазу» був у виробництві.
Перша поява вокалу Джолсона припадає на п'ятнадцяту хвилину фільму. Перша репліка — «Зачекайте, зачекайте, ви ще нічого не чули» — стала згодом стійким рефреном виступів Джолсона. У листопаді 1918 року на гала-концерті, присвяченому закінченню Першої світової війни, під час оплесків після виступу великого тенора Енріко Карузо Джолсон вибіг на сцену й викрикнув: «Друзі, ви ще нічого не чули!». У цілому синхронізованих мовних епізодів у фільмі ледь набереться на дві хвилини; більшість із них імпровізовані. Решта діалогів передані за допомогою інтертитрів — звичайного для німого кіно прийому.

## Нагороди та номінації

### Нагороди
- Почесний «Оскар» 1929 року — Спеціальна нагорода «за створення першої звукової кінокартини, яка зробила революцію в галузі».

### Номінації
- Оскар за найкращий адаптований сценарій 1929 року